# Pusarla Venkata Sindhu
Pusarla Venkata Sindhu (n. 5 iulie 1995, Hyderabad, Andhra Pradesh⁠(d), India) este o jucătoare de badminton ce a reprezentat India, medaliată olimpică. A participat la 3 ediții ale Jocurilor Olimpice (2016, 2020, 2024) în care a câștigat o medalie de bronz.